# Bruno Delbonnel

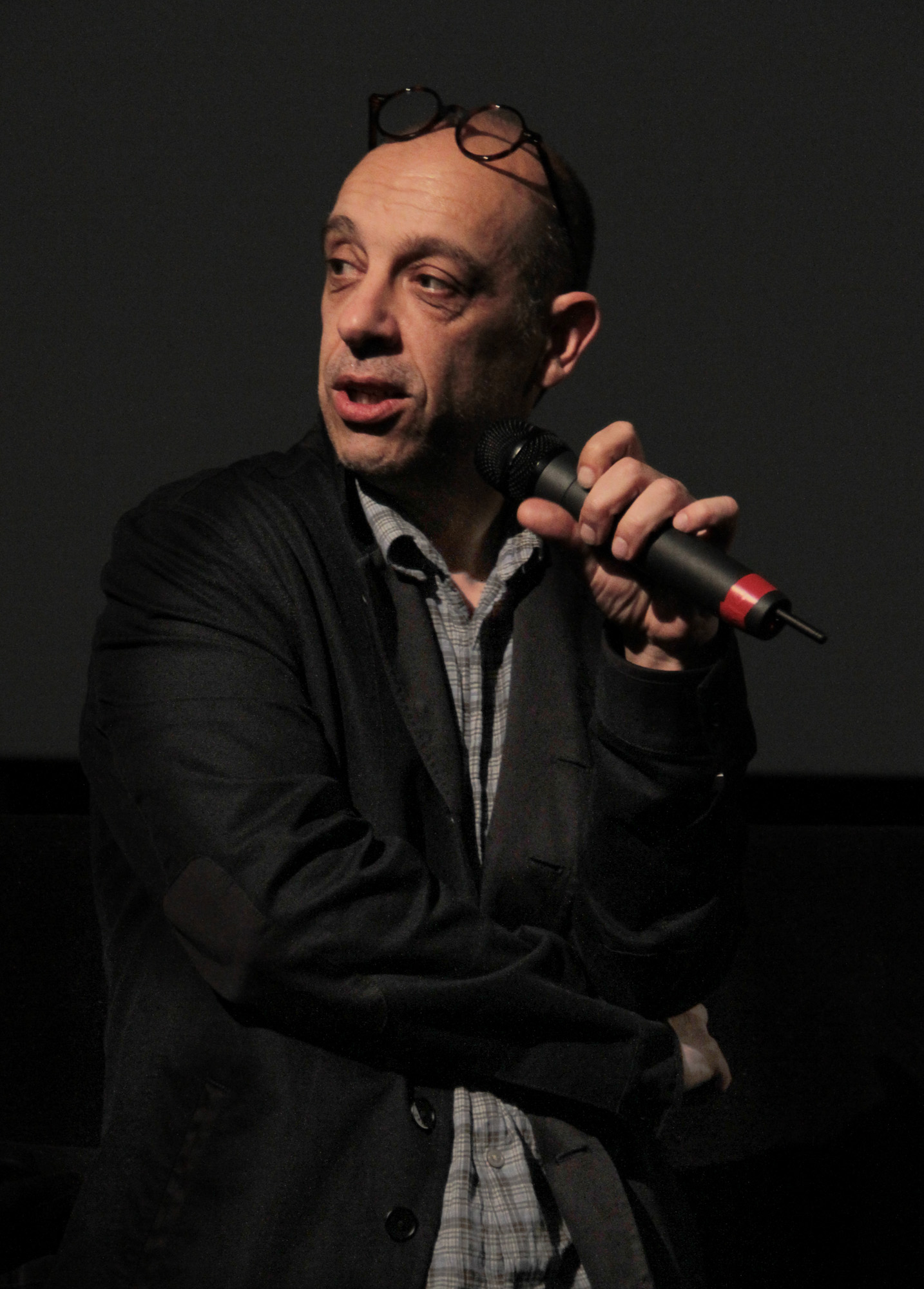
Bruno Delbonnel (2012)

Bruno Delbonnel (* 1957 in Nancy) ist ein französischer Kameramann und Filmregisseur.

## Biografie

### Kindheit und Ausbildung
Bruno Delbonnel wurde in Nancy, im Département Meurthe-et-Moselle im Osten Frankreichs geboren. Im Alter von zehn Jahren zog seine Familie in die französische Hauptstadt Paris. Ursprünglich war Delbonnel weder an der Arbeit mit der Filmkamera interessiert, noch konnte er sich für Fotografie begeistern. Er war fasziniert von den Biografien der großen Maler und träumte davon selbst eine Karriere als Künstler einzuschlagen. Sein Wunsch eine Kunsthochschule zu besuchen traf aber auf die Ablehnung seines Vaters, der sich für seinen Sohn eine solidere Ausbildung, etwa die eines Rechtsanwalts, vorgestellt hatte. Für den Film zu interessieren begann sich Delbonnel beim Besuch des Collèges. Mit fünfzehn Jahren bekam er von seinen Eltern eine Instamatic-Kamera geschenkt, mit der er laut eigener Aussage niemals Menschen aufnahm, sondern vorwiegend Landschaften oder leere Plätze. Nach seinem Schulabschluss begann Delbonnel ein Studium der Philosophie, das er an der Pariser Sorbonne abschloss, und studierte anschließend an einer Privatschule Filmwissenschaft. Zu diesem Zeitpunkt beeinflussten ihn vorwiegend die Filmregisseure Ingmar Bergman, Julien Duvivier, Sergei Eisenstein und Federico Fellini, sowie Francis Ford Coppolas Filme Liebe niemals einen Fremden (1969) und Der Pate (1972) und Jerry Schatzbergs Asphaltblüten (1973).
Um 1975 begann Bruno Delbonnel ein Drehbuch für einen Kurzfilm auszuarbeiten und erhielt im Alter von 18 Jahren vom Centre national de la cinématographie (CNC) eine finanzielle staatliche Unterstützung, um diesen zu realisieren. Delbonnel machte sich auf die Suche nach einem Filmproduzenten und lernte so Jean-Pierre Jeunet kennen, der für eine Filmproduktionsgesellschaft arbeitete. Man einigte sich darauf, Delbonnels Film zu produzieren, jedoch unter der Bedingung, dass das Werk als Animationsfilm abgedreht werden sollte. Der junge Delbonnel erklärte sich nicht dazu bereit und suchte einen anderen Produzenten auf. Ihm gelang es knapp sechs Monate später, kurz vor der Streichung des staatlichen Zuschusses, mit Jean-Pierre Jeunet als Assistenten und der Hilfe des Kameramannes Henri Alekan (1909–2001) seinen ersten Kurzfilm Réalités rares zu inszenieren. Alekan zählte in Frankreich zu den renommierten Kameraleuten, war in seiner langen Karriere unter anderem für die Bilder von Jean Cocteaus Es war einmal (1946) genauso zuständig gewesen wie für William Wylers Ein Herz und eine Krone (1953) und galt als Meister des Schwarzweißfilms.

### Arbeit in der Werbebranche
Durch die Mitarbeit Alekans kam Delbonnel mit der Kameraarbeit in Berührung und entschied sich dafür eine Karriere als Kameramann anzustreben. Er versuchte sich sein Wissen aus Büchern zu erarbeiten, fiel aber bei der Aufnahmeprüfung an der Pariser Filmhochschule durch. Delbonnel begann daraufhin abends Unterricht zu nehmen und entschloss sich 1980 nach New York zu gehen, als der Erfolg weiterhin ausblieb. Nach sechs bis neun Monaten in den USA erhielt der Franzose von dem Kameramann Nestor Almendros den Rat zurück nach Frankreich zu gehen. Durch den Aufenthalt in Übersee hatte Delbonnel sein Englisch verbessert und zurück in der Heimat erhielt er Arbeit als Kamera-Assistent in der Werbebranche. Delbonnel arbeitete laut eigenen Aussagen zehn bis fünfzehn Jahre in der Werbebranche und assistierte unter anderem dem drei Mal für den Oscar nominierten Briten Douglas Slocombe und Gerry Fisher, ehe er sich auch für die Arbeit beim Film empfehlen konnte. 1981 war er als Kameraschwenker für Jean-Pierre Jeunets und Marc Caros dritten Kurzfilm Letzter Feuerstoß im Bunker zuständig. Drei Jahre später war Delbonnel in der gleichen Position in den Dreharbeiten zu Jeunets Kurzfilm Pas de repos pour Billy Brakko involviert. 1986 folgte ein Engagement als zweiter Assistent Operator an der Produktion von Jean-Jacques Beineix’ Beziehungsdrama Betty Blue – 37,2 Grad am Morgen, der 1987 (offizielle Zählung 1986) für den Oscar als beste fremdsprachige Produktion nominiert werden sollte. Nach der 80-minütigen Dokumentation Le Grand cirque (1989), bei der er Regie führte, war Delbonnel 1991 als Kamera-Assistent an den Dreharbeiten von François Dupeyrons Drama Un coeur qui bat beteiligt.

### Zusammenarbeit mit Jean-Pierre Jeunet
Nach zehn Jahren als erfahrener Kamera-Assistent im Film sah sich Bruno Delbonnel bereit dafür seine eigenen Ideen in der Kameraführung und dem Einsetzen von Licht umzusetzen. 1993 arbeitete Delbonnel zum ersten Mal als Kameramann an Vincent Monnets 14-minütigen Kurzfilm Jour de fauche. Im selben Jahr folgte ein Engagement als Kameramann für Jean-Jacques Zilbermanns semiautobiografische Komödie Tout le monde n'a pas eu la chance d'avoir des parents communistes, die von der Kritik gelobt wurde. In den kommenden Jahren wechselte sich die Arbeit an einem Low-Budget-Film pro Jahr mit Delbonnels Arbeit in der Werbebranche ab, in der als Kameramann ebenso experimentieren konnte. Der große Erfolg in Frankreich sowie auch international sollte erst 2001 folgen, als er mit Jean-Pierre Jeunet an dem Film Die fabelhafte Welt der Amélie zusammenarbeitete. Ursprünglich als Ersatzmann für Darius Khondji gewonnen, bereitete er sich drei Monate lang mit Jeunet auf die Dreharbeiten für den Film vor, der über eine junge Kellnerin (gespielt von Audrey Tautou) handelt, die versucht das Leben ihrer Mitmenschen im Pariser Viertel Montmartre zu verbessern. Die in Gold- und Grüntönen gehaltenen märchenhaften Bilder, die Delbonnel durch die Technik des Digital Timings schuf, trugen zum Erfolg des Films bei, der in der Gunst des Publikums und der Kritiker stand und weltweit bei geschätzten 11,4 Millionen Euro Produktionskosten 140 Millionen US-Dollar einspielte. Die fabelhafte Welt der Amélie gewann 49 internationale Filmpreise, darunter den französischen César als Bester Film des Jahres, zwei British Academy Film Awards (BAFTA Awards) und fünf Oscar-Nominierungen. Delbonnel selbst erhielt den Europäischen Filmpreis, sowie Nominierungen für den César, Oscar, BAFTA Award und den Preis der American Society of Cinematographers.
Nach der Arbeit mit Peter Bogdanovich (The Cat's Meow, 2001) und Cédric Klapisch (Not For, Not Against – Es gibt kein zurück, 2003) arbeitete Delbonnel erneut mit Jean-Pierre Jeunet zusammen an dem Kriegsdrama Mathilde – Eine große Liebe, der wieder mit Audrey Tautou in der Hauptrolle besetzt wurde. Mit 47 Millionen Euro eine der teuersten europäischen Produktionen in der Filmgeschichte, gelang es Jeunet erneut das Lob der Kritiker zu erhalten, jedoch nicht den großen finanziellen Erfolg seines Vorgängerfilms zu wiederholen. Bruno Delbonnel gewann für die im Vergleich zu Die fabelhafte Welt der Amélie düsteren Bilder des Ersten Weltkriegs den César und den Preis der American Society of Cinematographers. Hatte Delbonnel bei der Oscarverleihung drei Jahre zuvor noch gegenüber dem Australier Andrew Lesnie (Der Herr der Ringe: Die Gefährten) das Nachsehen gehabt, musste er sich bei der Oscarverleihung 2005 (offizielle Zählung 2004) dem US-Amerikaner Robert Richardson geschlagen geben, der für Martin Scorseses Howard-Hughes-Biografie Aviator den Academy Award erhielt.

### Künstlerische Weiterentwicklung
Nach der erfolgreichen Zusammenarbeit mit Jean-Pierre Jeunet trat Bruno Delbonnel erst 2006 wieder als Kameramann an dem Projekt Paris, je t’aime in Erscheinung. In dem Kompilationsfilm nehmen sich vierundzwanzig internationale Regisseure, darunter Tom Tykwer, Gus Van Sant und Walter Salles, zwanzig Liebesgeschichten an, die in den zwanzig verschiedenen Arrondissements der französischen Hauptstadt angesiedelt sind. 2006 ging Delbonnel in die USA und arbeitete gemeinsam mit Regisseur Douglas McGrath an dem Film Kaltes Blut – Auf den Spuren von Truman Capote, der sich wie schon Bennett Millers Capote (2005) der legendären Recherche-Arbeit Truman Capotes für sein Buch Kaltblütig annimmt. Im selben Jahr war der Franzose für die Bilder von Julie Taymors Musical Across the Universe zuständig.
Im Jahr 2007 sollte eine erneute Zusammenarbeit mit Jean-Pierre Jeunet folgen. 20th Century Fox hatte Jeunet gebeten, eine Verfilmung von Life of Pi zu realisieren, basierend auf dem erfolgreichen Roman von Yann Martel. Der mit dem Booker Prize ausgezeichnete Roman erzählt die Geschichte eines indischen Jungen, Sohn eines Zoobesitzers, der eine Schiffskatastrophe überlebt und sich mit einer Hyäne, einem Orang-Utan, einem Zebra und einem 450 Pfund schweren Bengaltiger in einem Rettungsboot auf dem Pazifik wiederfindet. Das Projekt erwies sich nach ersten Schätzungen allerdings als so teuer, dass sich die Dreharbeiten zunächst ins Jahr 2008 verschoben, und der Kameramann der Verfilmung des sechsten Harry-Potter-Bandes Harry Potter und der Halbblutprinz (2009) durch David Yates den Vorzug gab, was ihm eine erneute Oscar-Nominierung einbrachte. Jeunet nahm schließlich Abstand davon, Life of Pi zu realisieren. Der Film wurde schließlich 2012 von Ang Lee verwirklicht.
Erfolgreich erwies sich auch Delbonnels nächstes Projekt – die Kameraführung bei Faust, einer freien filmischen Interpretation der gleichnamigen Tragödie von Johann Wolfgang von Goethe und des Romans Dr. Faustus von Thomas Mann. Der Film des russischen Regisseurs Alexander Sokurow gewann bei den Filmfestspielen von Venedig 2011 den Goldenen Löwen. Einen hohen künstlerischen Anspruch verfolgte Delbonnel auch bei seiner Kameraarbeit für Inside Llewyn Davis, ein in den 1960er Jahren spielendes Musiker-Drama der Brüder Coen, für das Delbonnel 2014 seine vierte Oscar-Nominierung erhielt.
Die Zusammenarbeit mit ständig wechselnden und sehr verschiedenen Regisseuren begründet der Franzose mit seinem Wunsch nach künstlerischer Veränderung: „Ich will mich entwickeln und etwas anderes ausprobieren.“ Delbonnel spricht darüber hinaus von Filmen als „Reflexionen unseres Lebens“ (Original-Ton: „reflections de nos vies“). „Sie sind eine andere Art von Literatur, die uns erlaubt Menschen zu berühren, sie zum Nachdenken anzuregen und unsere Welt besser zu verstehen“ („They are another form of literature that allows us to touch people and make them think and better understand our world“), so der Franzose.

## Filmografie (Auswahl)
- 1993: Jour de fauche (Kurzfilm)
- 1993: Tout le monde n’a pas eu la chance d’avoir des parents communistes
- 1996: C’est jamais loin
- 1996: Regarde-moi (Kurzfilm)
- 1999: Chambre n° 13 (Fernsehserie, Segment Chair en vie)
- 2000: Raveparty (Marie, Nonna, la vierge et moi)
- 2001: Die fabelhafte Welt der Amélie (Le Fabuleux destin d’Amélie Poulain)
- 2001: The Cat’s Meow
- 2003: Not For, Not Against – Es gibt kein zurück (Ni pour, ni contre (bien au contraire))
- 2004: Mathilde – Eine große Liebe (Un long dimanche de fiançailles)
- 2006: Paris, je t’aime
- 2006: Kaltes Blut – Auf den Spuren von Truman Capote (Infamous)
- 2007: Across the Universe
- 2009: Harry Potter und der Halbblutprinz (Harry Potter and the Half-Blood Prince)
- 2011: Faust
- 2012: Dark Shadows
- 2013: Inside Llewyn Davis
- 2014: Big Eyes
- 2015: Francofonia
- 2016: Die Insel der besonderen Kinder (Miss Peregrine’s Home for Peculiar Children)
- 2017: Die dunkelste Stunde (Darkest Hour)
- 2018: The Ballad of Buster Scruggs
- 2021: The Woman in the Window
- 2021: Macbeth (The Tragedy of Macbeth)
- 2024: Disclaimer (Miniserie)
- 2025: Der phönizische Meisterstreich (The Phoenician Scheme)

## Auszeichnungen
Oscar
- 2002: nominiert in der Kategorie Beste Kamera für Die fabelhafte Welt der Amélie
- 2005: nominiert in der Kategorie Beste Kamera für Mathilde – Eine große Liebe
- 2010: nominiert in der Kategorie Beste Kamera für Harry Potter und der Halbblutprinz
- 2014: nominiert in der Kategorie Beste Kamera für Inside Llewyn Davis
- 2018: nominiert in der Kategorie Beste Kamera für Die dunkelste Stunde
- 2022: nominiert in der Kategorie Beste Kamera für Macbeth

British Academy Film Award
- 2002: nominiert in der Kategorie Beste Kamera für Die fabelhafte Welt der Amélie
- 2014: nominiert in der Kategorie Beste Kamera für Inside Llewyn Davis
- 2018: nominiert in der Kategorie Beste Kamera für Die dunkelste Stunde
- 2022: nominiert in der Kategorie Beste Kamera für Macbeth

César
- 2002: nominiert in der Kategorie Beste Kamera für Die fabelhafte Welt der Amélie
- 2005: Beste Kamera für Mathilde – Eine große Liebe

Europäischer Filmpreis
- 2001: Beste Kamera für Die fabelhafte Welt der Amélie
- 2005: nominiert in der Kategorie Beste Kamera für Mathilde – Eine große Liebe
- 2012: nominiert in der Kategorie Beste Kamera für Faust

Weitere
American Society of Cinematographers
- 2002: nominiert in der Kategorie Beste Kamera für Die fabelhafte Welt der Amélie
- 2005: Beste Kamera für Mathilde – Eine große Liebe

Satellite Awards
- 2005: nominiert in der Kategorie Beste Kamera für Mathilde – Eine große Liebe
- 2007: nominiert in der Kategorie Beste Kamera für Across the Universe

Camerimage
- 2007: Silberner Frosch für Across the Universe